# Pāhoa

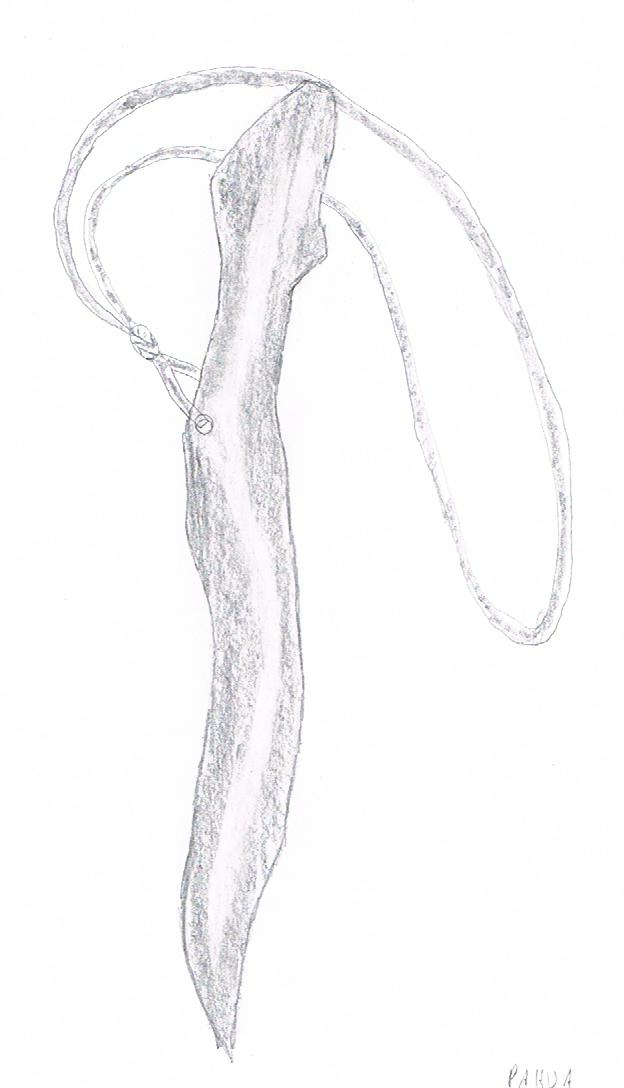
Pāhoa, hawaiischer Holzdolch

Der Pāhoa ist ein sogenannter "Holzdolch" der Ureinwohner der Sandwichinseln.

## Geschichte
Der Pāhoa wurde von den Einwohnern der Sandwichinseln als Kriegswaffe entworfen. Die ersten Modelle dieser Art entstanden vor der Kolonialisierung und werden in europäischen Quellen erwähnt.

## Beschreibung
Der Pāhoa besteht aus Hartholz (Miro-Holz). Er ist ähnlich wie ein Schwert angefertigt. Der Pāhoa ist flach, hat ein Griff- und ein "Klingenstück". Die Außenränder sind dünn und scharf geschliffen, die Spitze dünner als der übrige "Klingenteil" und spitz gearbeitet. Am Griffteil ist er flach ausgearbeitet und besitzt einen rundlichen Knauf. Ein Loch im Knauf dient zur Aufnahme eines Lederriemens oder Seils und dient zur Sicherung an der Hand des Trägers. Es gibt auch eine Version mit zwei "Klingen" und einem Griff in der Mitte. Sie wurde als Dolch und als Keule benutzt.